# Zoroaster fulgens
Zoroaster fulgens is een zeester uit de familie Zoroasteridae.
De wetenschappelijke naam van de soort werd in 1873 gepubliceerd door Thomson.